# Kalumet

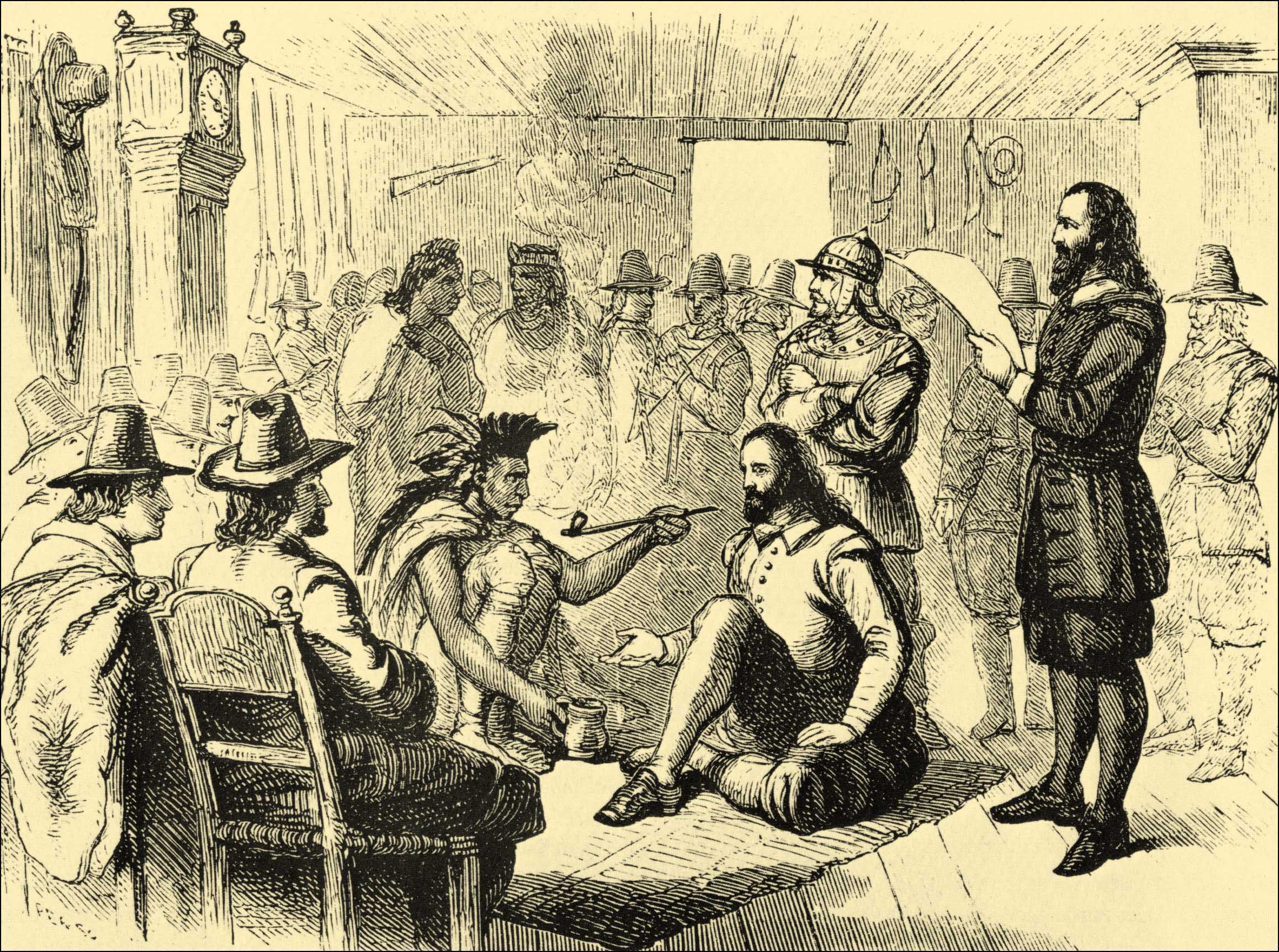
Wódz Massasoit i gubernator John Carver podczas ceremonii palenia fajki

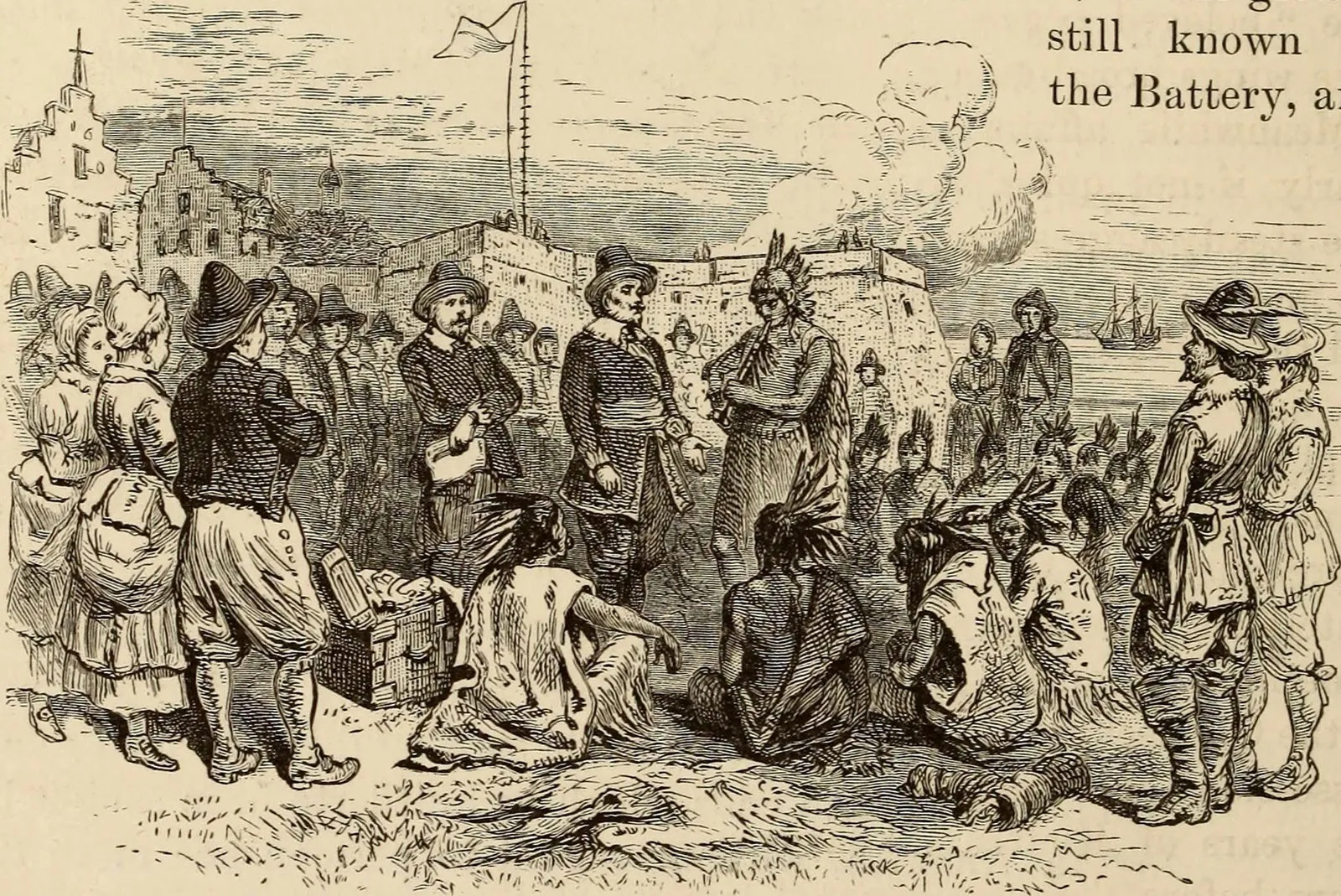
Obrzęd palenia „fajki pokoju” przez Indian i osadników z Nowego Amsterdamu (późniejszego Nowego Jorku)

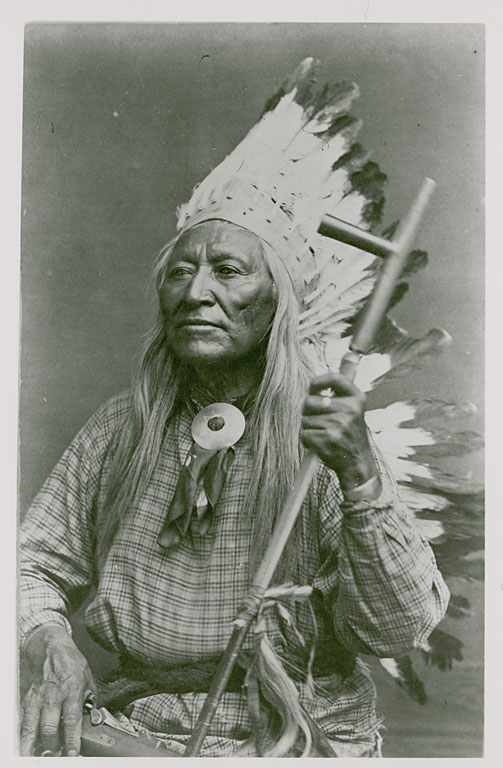
Wódz Szoszonów Washakie z kalumetem

Kalumet (z fr. „wydrążona trzcina”, znany także jako święta fajka lub fajka pokoju) – ozdobna obrzędowa fajka części plemion północnoamerykańskich Indian, palona podczas niektórych ceremonii religijnych, uroczystości społecznych i szczególnie ważnych spotkań towarzyskich, a także w trakcie indywidualnej modlitwy.
Obrzędowe indiańskie fajki w poszczególnych regionach, plemionach i okresach historycznych różniły się rodzajem zastosowanych materiałów, techniką wykonania i zdobienia oraz sposobem użytkowania. Np. Indianie z tzw. Pięciu Cywilizowanych Narodów wykonywali fajki z wypalanej gliny i trzciny oraz błękitno-zielonkawego kwarcu, plemiona Wielkiej Kotliny z łososiowego alabastru z Kolorado, a plemiona Wschodniej Krainy Lasów i Wielkich Równin – z dostępnych lokalnie lub pozyskiwanych w drodze handlu określonych rodzajów kamienia (głównie łupków kwarcytowych) i różnych gatunków drewna. Podobne – twarde, ale obrabialne prostymi metodami i narzędziami – materiały służyły Indianom także do wyrobu prywatnych fajek codziennego użytku, głowic maczug wojennych, rzeźb o charakterze religijnym, przedmiotów codziennego użytku i zabawek.
Fajek o charakterze ceremonialnym, magicznym, nie palono dla przyjemności (służyły do tego zwykłe fajki). W fajkach palono różne mieszanki dzikiego tytoniu i innych aromatycznych ziół (miały one różne nazwy, w niektórych językach Indian mieszankę taką zwano kinnikinnick). Wśród Indian Ameryki Północnej mieszanki te nie miały właściwości halucynogennych.
Podczas spotkań Indian z różnych grup, a później także podczas spotkań z białymi ceremonia palenia kalumetu przez przywódców obu stron bywała elementem mającym uwiarygodnić (zwłaszcza w oczach Indian) szczerość intencji uczestników spotkania, podnieść rangę negocjacji, potwierdzić trwałość zawieranych porozumień i traktatów. Rytuał palenia obrzędowej fajki był też istotnym elementem innych, bardziej rozbudowanych, ceremonii o charakterze religijnym, takich jak oczyszczający szałas potu, doroczny Taniec Słońca Indian Wielkich Równin i inne uroczystości charakterystyczne dla poszczególnych kultur tubylczych ludów Ameryki.
Cybuch (główka) kalumetu wykonany jest zazwyczaj z gliny lub miękkiego kamienia fajkowego, zwanego katlinitem, wydobywanego przez Indian od wieków m.in. w uważanym przez nich za święte miejsce kamieniołomie Pipestone w obecnym stanie Minnesota (od 1937 roku jest to pomnik narodowy, eksploatowany wyłącznie przez tubylczych Amerykanów), a także w Dakocie Południowej i Manitobie. Z charakterystyczną czerwonawą barwą katlinitu poszczególne plemiona wiązały rozmaite mity o jego pochodzeniu, mające w ich przekonaniu dowodzić szczególnej mocy danej fajki i ceremonii z jej użyciem. Indianie Równin wyrabiali kalumety także z błękitnej odmiany katlinitu oraz białych, zielonych i biało-czarnych marmurów z Dakoty Pd. i Wyomingu. Wykonanie kalumetu wiązało się zawsze z określonymi przygotowaniami o duchowym charakterze i zrytualizowanymi zasadami postępowania.
Ustnik (lulka), wykonany zazwyczaj z jednego kawałka wydrążonego w środku drewna lub trzciny, ozdabiany jest w różny sposób, charakterystyczny dla poszczególnych plemion i kręgów kulturowych kontynentu. Sposoby ozdabiania różniły się znacznie między sobą i zależały od wzorów danej kultury tubylczej, czasu i miejsca powstania fajki oraz indywidualnych upodobań i zdolności twórcy lub właściciela.
Kamień fajkowy i drewno na kalumety obrabiano od stuleci przy pomocy prostych, lecz skutecznych narzędzi, takich jak wiertła łukowe i krzemienne groty. Polerowano je przy pomocy kamieni, żwiru, piasku, surowej skóry i wody, często rzeźbiono lub malowano, a na końcu natłuszczano i ozdabiano. Do ich ozdabiania służyły rozmaite materiały – mogące symbolizować np. różne żywioły, elementy i stworzenia „Matki Ziemi” lub kolejne etapy w życiu człowieka – takie jak: skóra zwierząt, drobne kości, pióra ptaków, kamienie, muszle, włosy ludzkie lub zwierzęce, później także elementy szklane (koraliki) i metalowe.
Współcześnie obrzędowa fajka pozostaje ważnym elementem rozmaitych ceremonii wyznawców plemiennych religii i uczestników tradycyjnych obrzędów tubylczych w całej Ameryce Północnej oraz jednym z typowych przedmiotów mocy uczestników ruchów New Age. Fajki takie, często przekazywane z pokolenia na pokolenie, otaczane są przez ich opiekunów i użytkowników szczególną czcią i stosownie przechowywanie. Fajki tego typu uważane są za przedmioty „święte”, kluczowe dla tożsamości grupowej i religijnej, obdarzone magiczną mocą i wymagające szczególnego traktowania (nie wolno ich np. profanować przez kontakt z alkoholem lub narkotykami, wykorzystywanie w złych intencjach lub sprzedaż innej osobie).
Wykonywane współcześnie, lecz stylizowane na dawne kalumety, fajki (lub ich elementy, np. rzeźbione główki) są też obecnie typowym wyrobem wielu indiańskich (a także i nie-indiańskich) rzemieślników, posiadającym nierzadko wysoką wartość artystyczną i handlową. Z tych względów są eksponatami cenionymi przez muzea i galerie sztuki, gromadzonymi (a także wytwarzanymi) również przez prywatnych kolekcjonerów – indianistów.
W kulturze popularnej jest to przedmiot i rytuał spopularyzowany, ale i zniekształcony – m.in. dzięki powieściom Karola Maya – jako „fajka pokoju”, rodzaj ogólnoindiańskiego (nieistniejącego nigdy w takiej uniwersalnej formie) symbolu pokoju, przyjaźni i harmonii z naturą.